# Madiun
Madiun es una ciudad de Indonesia, situada en la isla de Java.

## Geografía
Se encuentra en la provincia de Java Oriental, a 169 kilómetros al sudoeste de Surabaya, la capital provincial. Su población era de 171.390 habitantes en 2005.
Se encuentra orillas del río Madiun, afluente del río Bengawan Solo. Se encuentra rodeada por una serie de montañas, incluido el monte Wilis (2169 m) al este, al sur de la cordillara Selatan Kapur (500-1000 m) y al oeste del Monte Lawu (3285 m). El clima de Madiun es ecuatorial y las temperaturas oscilan entre los 20 y los 35 grados. 
La ciudad es la cabeza del kabupaten (departamento) del mismo nombre.

## Historia
En 1948 Indonesia, con Sjarifuddin como jefe de gobierno, y los Países Bajos firmaron el acuerdo llamado "de Renville" (del nombre de la embarcación americana en la cual se firmó), que pone fin a la confrontación armada entre ambas partes. Al término de este acuerdo, todas las unidades de guerrilla y todas las milicias que no sean las del gobierno debían disolverse. En Madiun, un grupo de milicianos del Partido Comunista de Indonesia (PKI) se niega al desarme. El ejército de tierra indonesio calificó este acto de insurrección, y el 18 de septiembre, el presidente del PKI, Musso, hace un llamamiento a las armas.  El 30 de septiembre, la división de élite "Siliwangi" entró en Madiun. Millares de personal del PKI fueron ejecutados y 36.000 encarcelados. Musso muere en la lucha y el secretario general del partido, D.N. Aidit, tuvo que exiliarse en China. El 25 de octubre, el presidente Sukarno anuncia el fin de la rebelión.

## Cultura
Cerca de Madiun se encuentra un pueblo donde sus habitantes trabajan en la fabricación de figurillas del teatro de sombra llamadas en javanés tradicional wayang kulit. También pueden organizar espectáculos para ceremonias como los matrimonios y otras ocasiones piden la representación de tal espectáculo.
A 8 km al este de Madiun, en el pueblo de Nglambangan, se encuentran unas ruinas que los habitantes fechan de la época del reino de Majapahit, donde está el pura (palacio) de Lambangsari. Están consideradas como sagradas por los habitantes y son el marco de ceremonias de la religión tradicional javanesa durante mes musulmán de Syuro.